# 骑兵

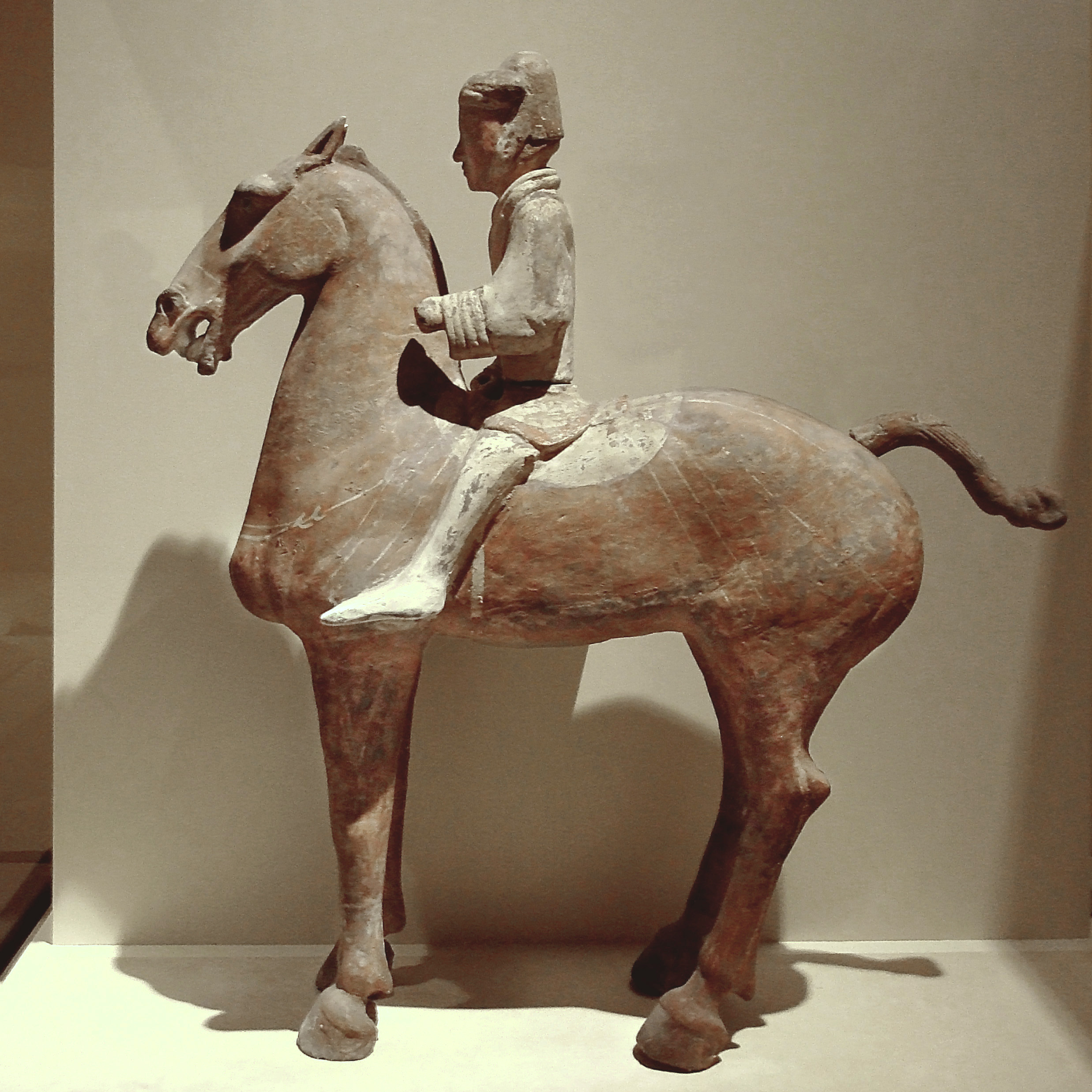
中國漢朝騎兵俑

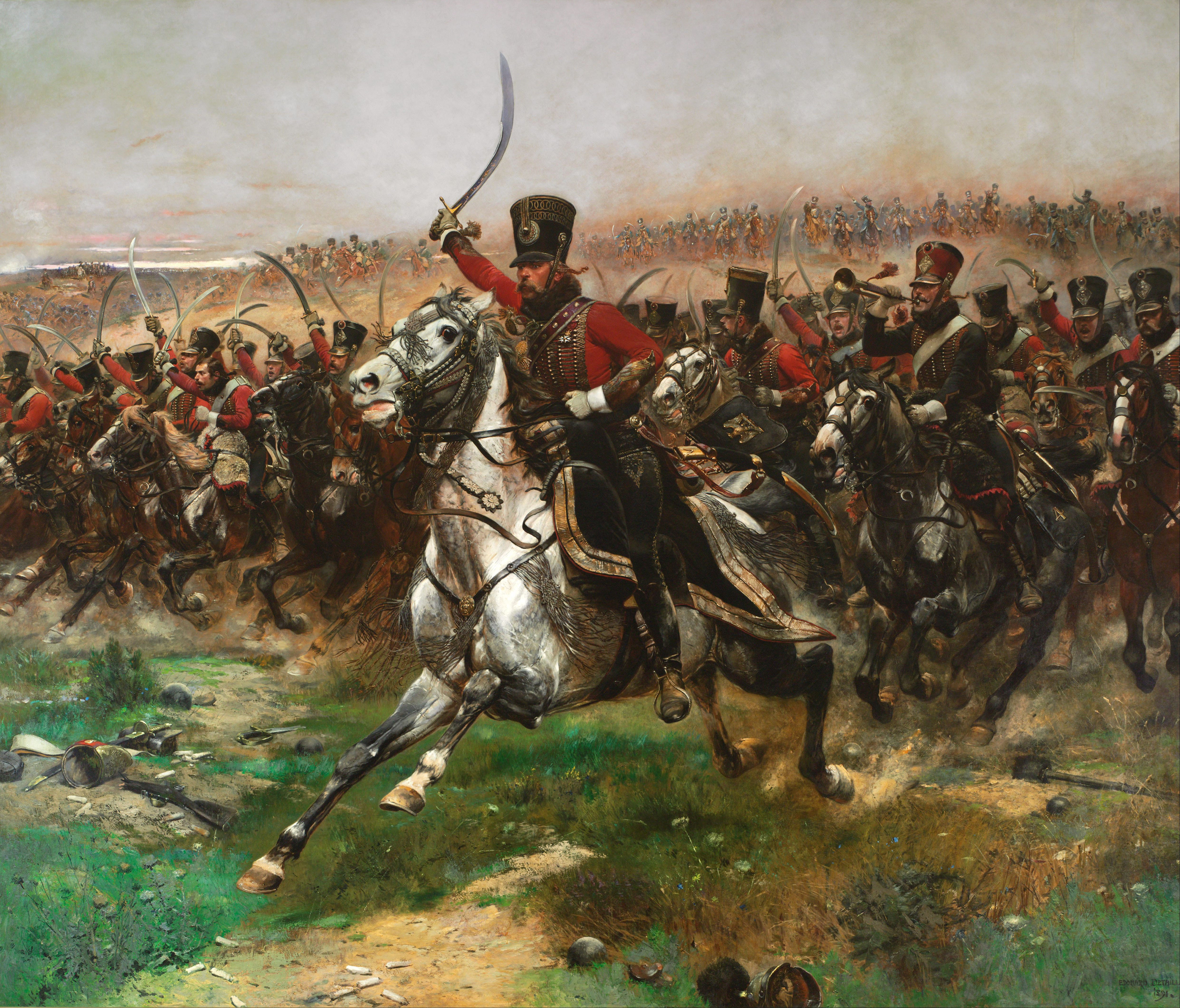
弗里德蘭戰役中的法軍驃騎兵

騎兵是陸軍當中，騎乘動物（如马匹，戰象或駱駝）移動和冲击敌阵的兵種。有些步兵如龙骑兵使用马匹移动，但下马作战。在冷兵器时代，骑兵是野戰中僅次於步兵的主力兵种，殺傷力極大。在火器時代，其威力仍具，如拿破崙戰爭中的法軍騎兵就曾在多場決戰中發揮決定性作用。

## 歷史

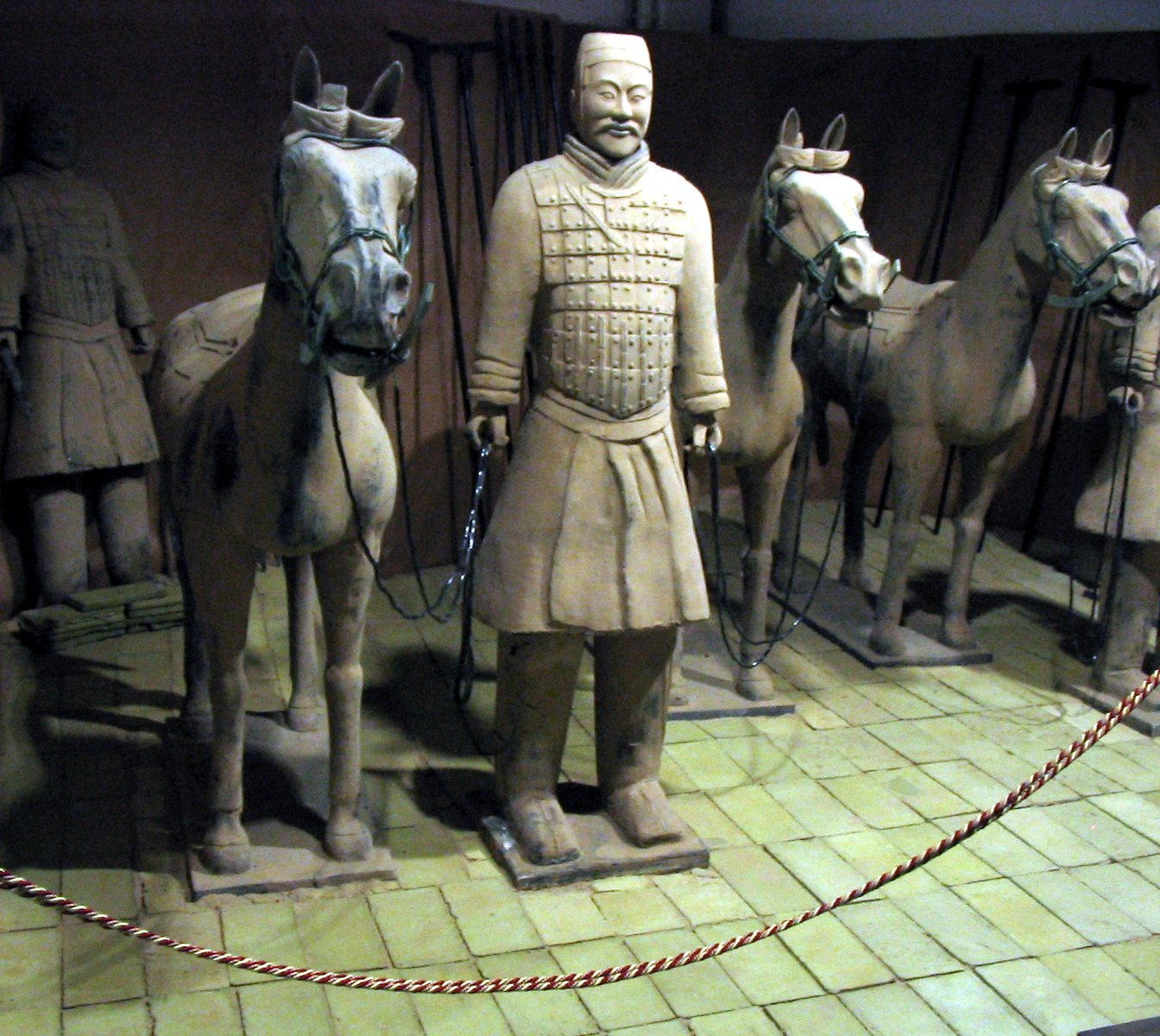
秦軍騎兵俑

### 古代骑兵
在遠古時代，馬匹在軍事上的用途僅止於交通工具，載運將士前往戰場，作戰時仍需下馬。
春秋时期，已有千骑的作战记录，如公元前636年，秦穆公送晋公子重耳返国时，送以“畴骑二千”。前307年，赵武灵王开始实行胡服骑射，而後各國爭相模仿學習。秦末楚汉时代，汉王刘邦建立的郎中骑在楚汉战争中发挥重要作用。。
歐洲騎兵於古希臘黑暗時期早已被記載，但如世界其他文明一樣，尚未能發起有效冲鋒，因而主要作為騎馬步兵使用，類同後世的龍騎兵。前359年，馬其頓阿吉德王朝的腓力二世繼位为馬其頓國王，他在位時改革馬其頓夥友騎兵並使其成為此時世界上可能是第一支能夠發起有效冲鋒的騎兵。在其子亞歷山大大帝的征服中得到充份發揮。在亞歷山大大帝的指揮下，與馬其頓方陣组成了著名的錘砧戰術。運用此戰術的著名戰役有如高加米拉戰役和伊蘇斯戰役等。不過在繼業者時期，夥友騎兵重要性不斷下降， 但對歐洲與西亞的騎兵運用和戰術有啟蒙作用。 
橫掃歐亞大陸的蒙古軍則有輕騎兵與重騎兵之分，以配弓的輕騎兵做為主力，先以騎射攻擊敵軍，讓敵軍受箭雨損傷又能保持距離避免敵軍接近，待敵軍損耗一定程度或軍心大亂時才由重騎兵衝鋒對奄奄一息的敵軍收頭。

### 近代骑兵
隨著火槍普及和刺刀的出现，由於騎兵的體積較大而容易成為目標，因此骑兵逐渐失去了原有的地位。在18世紀前後的歐洲波蘭、鞑靼人所構成的輕騎兵曾一度用於砲兵突擊而再度獲得極佳的評價。

### 现代骑兵
第一次世界大戰中，隨著機動步兵、自动火力的普及化、加上壕溝戰的運用，以及坦克、戰機的出現，騎兵已經幾乎完全失去用途而遭淘汰。二戰時，部分國家仍使用騎兵作戰，但規模、編制大不如前。
第二次世界大战的苏联红军，仍然编制大批的骑兵军、骑兵师、骑兵团投入交战。苏军1941年骑兵团编制：
- 4个骑兵连
- 1个机炮连（16挺重机枪，4门82迫击炮）
- 1个炮兵连（4门76野炮，4门45毫米反坦克炮）
- 1个防空连（3门37高炮，3挺4管高射机枪）

共计1428人，1506匹马。
1941年骑兵师编制为
- 4个骑兵团
- 1个挽马炮兵营（2个连共计8门76毫米野炮，2个连共计8门122榴弹炮）
- 1个坦克团（60辆BT坦克）
- 1个防空营（2个连共计8门高炮，2个高射机枪连）
- 1个通信连
- 1个工兵连

共计9240人，装备7625匹马，БТ坦克64辆、装甲车18辆、各种火炮84门（包括：122毫米榴弹炮8门、76毫米加农炮24门、45毫米反坦克炮16门、76毫米高炮8门、37毫米高炮12门、82毫米迫击炮16门）、重机枪64挺、高射机枪18挺。这样的骑兵师相当于现在乘卡车机动的摩步旅，下辖4个摩步营。骑兵团对应乘卡车机动的摩步营。
1941年苏军简编后的骑兵师编制为
- 3个骑兵团
- 1个炮兵营
- 1个迫击炮营
- 1个装甲连，装备БТ坦克11辆、装甲车17辆、各种火炮54门（107毫米加农炮6门、76毫米加农炮14门、82毫米迫击炮16门、45毫米反坦克炮6门、37毫米高炮12门）、重机枪64挺、高射机枪12挺。

1941年夏实施了新编制的轻骑兵师，编制为
- 4个骑兵团
- 1个炮兵营
- 1个装甲车连

共2939人，装备马匹3147匹、重机枪36挺、各种火炮34门（24门76毫米加农炮、4门82毫米迫击炮、6门45毫米反坦克炮）、装甲车10辆。骑兵师通常与坦克或者机械化兵团协同作战，在骑兵机械化集群编成内行动。实际上二战苏军的骑兵部队相当于乘马机动而非乘卡车机动的摩托化步兵，编成内辖坦克装甲分队与炮兵分队。
1943年9月，苏军的骑兵军编制为：
- 3个骑兵师
- 1个自行火炮团
- 1个反坦克歼击炮兵团
- 1个高射炮兵团
- 1个近卫迫击炮兵团（即火箭炮）
- 1个重迫击炮营
- 1个独立反坦克歼击炮兵营

以及警侦通工化修理汽运等专业分队。此后一直到1945年战争结束，骑兵军一般与机械化军合编为骑兵机械化集群，担负大纵深进攻战役的辅助突击力量，参加了白俄罗斯进攻战役、利沃夫-桑多梅日进攻战役、维斯瓦河-奥德河进攻战役、满洲进攻战役等。
现代骑兵部队需要配备大量专业技术人员：
- 兽医
- 掌工
- 鞍工

在现代，许多国家的军队只保留了少量的骑兵，主要用于执行礼仪、巡逻、警戒等任务。最有代表性的如英國的騎警。
有的国家或地区在机械化后，在頭銜上仍然保留骑兵字样，但是不再是騎乘動物，而是改組成裝甲骑兵或航空骑兵部隊，如美國陸軍第1騎兵師。

## 骑兵种类
- 弓骑兵，可能是最早出现的骑兵

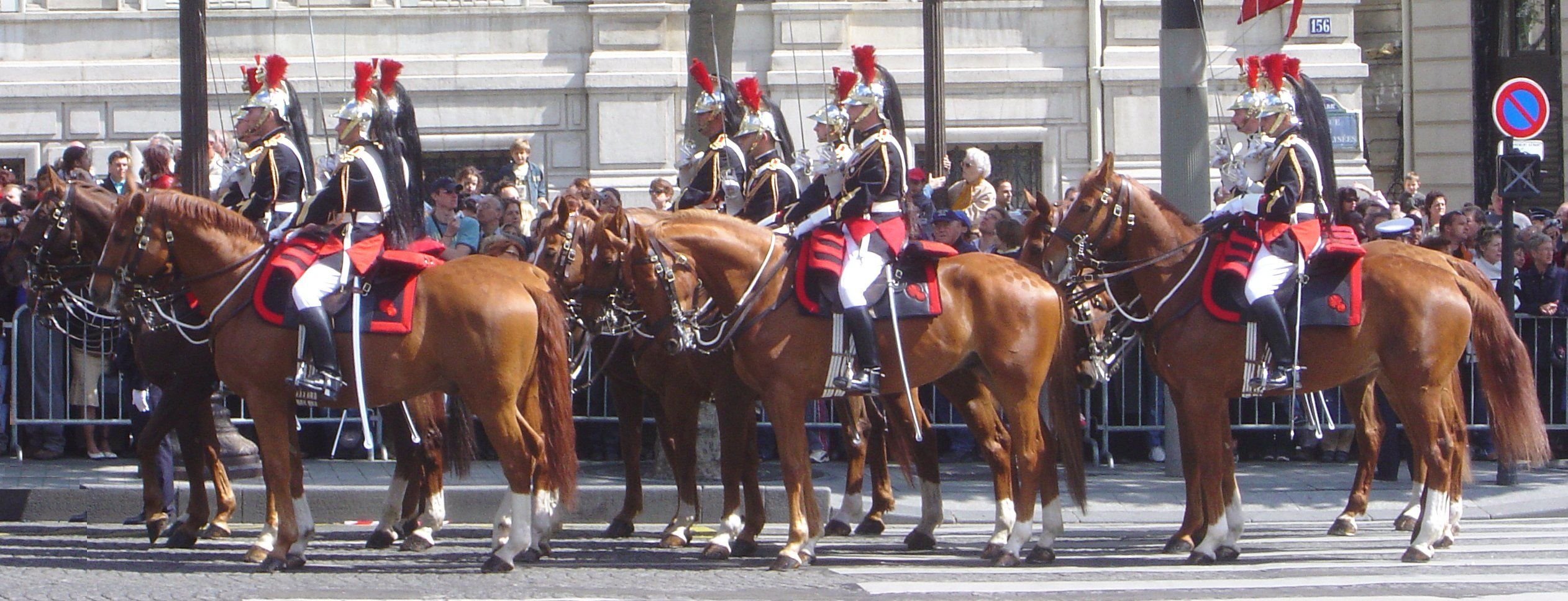
現今的法國騎兵已經是禮儀用途

- 重骑兵，如東羅馬帝國的全覆裝甲騎兵，在中世紀的歐洲戰役中有震懾敵軍的作用，於戰況緊張時直接衝入敵軍主要陣營，其成敗往往對整個戰役有奠定性的影響，是以重骑兵又稱為戰役騎兵（battle cavalry）[5]。
- 轻骑兵

## 騎乘動物
世界各國均以馬為主流，但是像迦太基、印度及越南等盛產大象的軍隊均曾以大象作為移動工具。除此之外還有中東、阿拉伯一帶的駱駝騎兵。

## 骑兵对步兵的优势
- 机动性（灵活性）
- 冲击性
- 容許穿上更厚重的鎧甲
- 威慑性

## 裝備

### 武器
主要以騎槍、棍棒、板斧、鏈枷、釘頭槌、馬刀、短弓、十字弓（西班牙騎兵）等作武器。火藥發明後，大部分的歐洲騎兵都逐漸地裝備火槍。

#### 重裝騎兵
騎兵裝備鎧甲（如連身的盔甲或者是胸甲）以抵抗步兵的攻擊。主要以長達4米左右的長槍以及刀劍作為武器。有時連戰馬都有裝甲（前半部披甲或者是連身披甲）。

#### 輕裝騎兵
為了減輕馬的負擔通常裝備軍服而不裝備任何鎧甲，上古時代的主要任務是偵查和突擊。輕騎兵的全盛時期是在火器時代。火器時代，歐洲各國的輕騎兵近戰主要都是以彎刀劍來作為戰鬥的主要武器，另外多以手槍來防身。

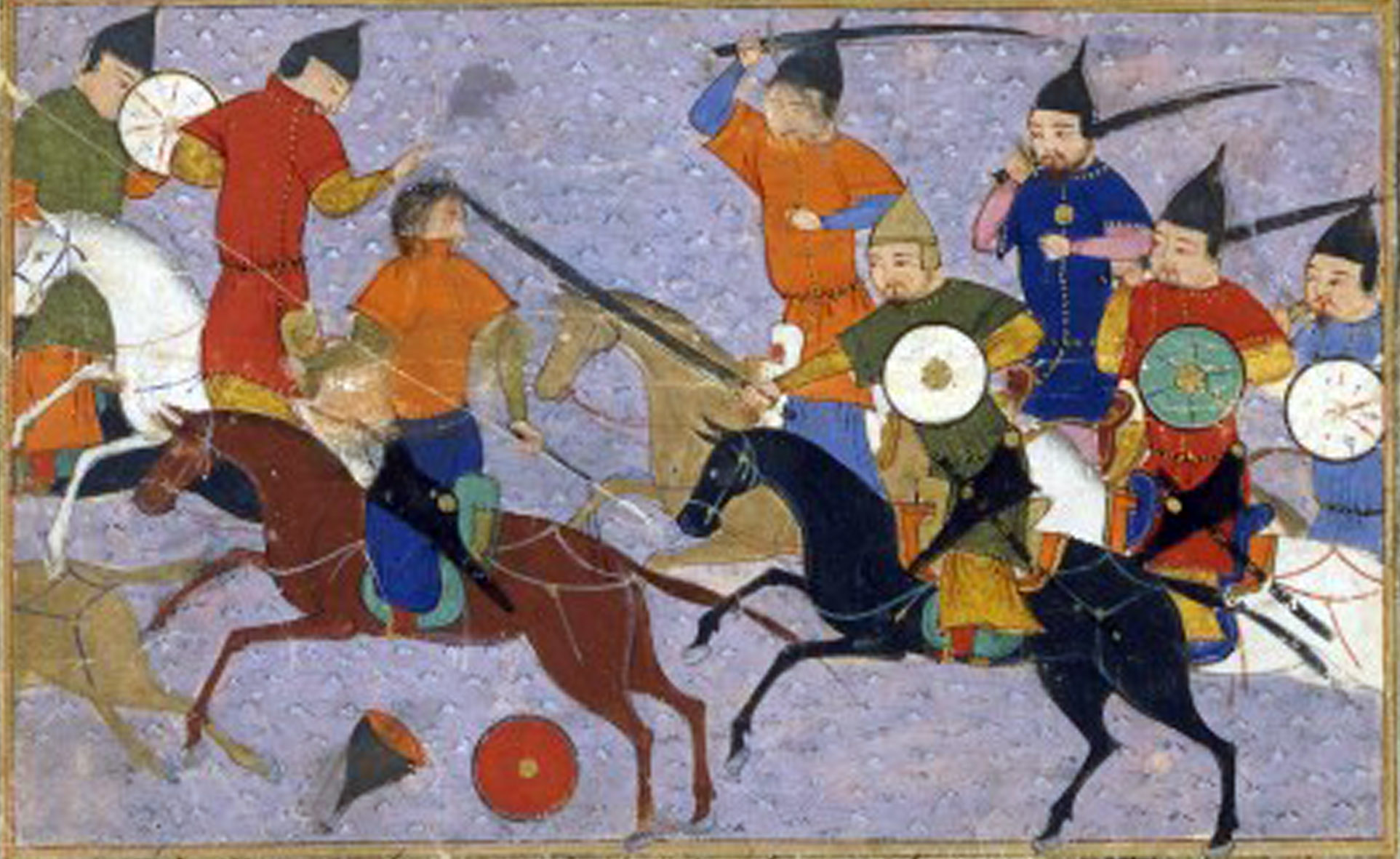
歐洲畫家筆下的蒙古騎兵
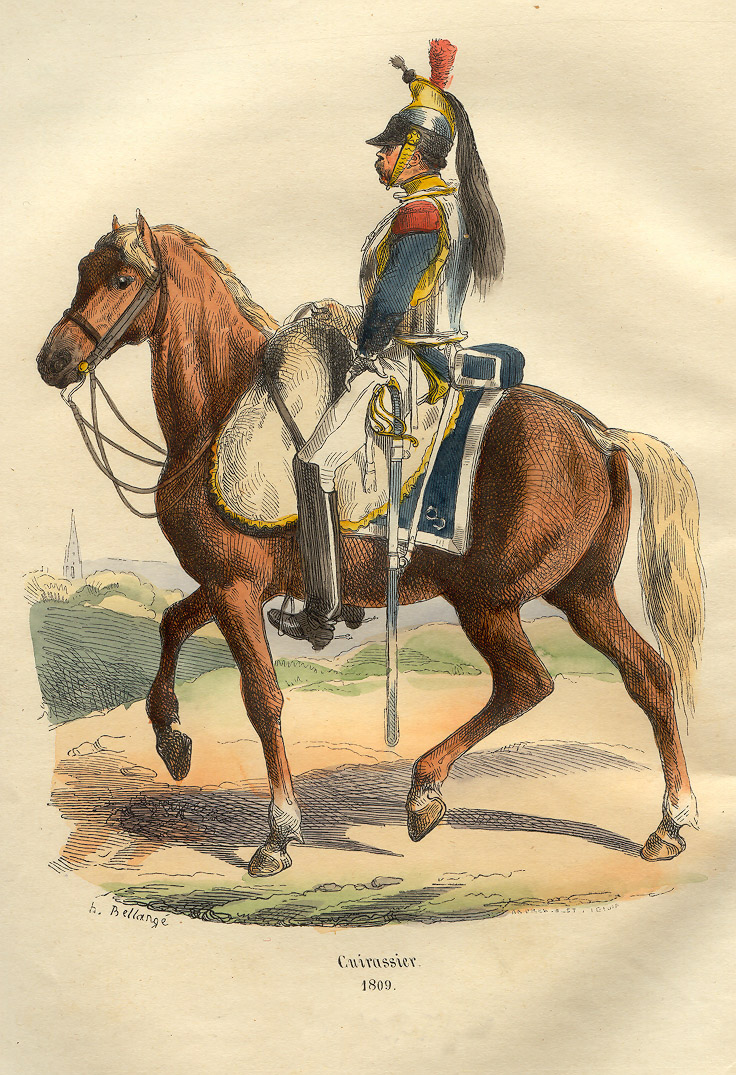
1809年法国胸甲骑兵
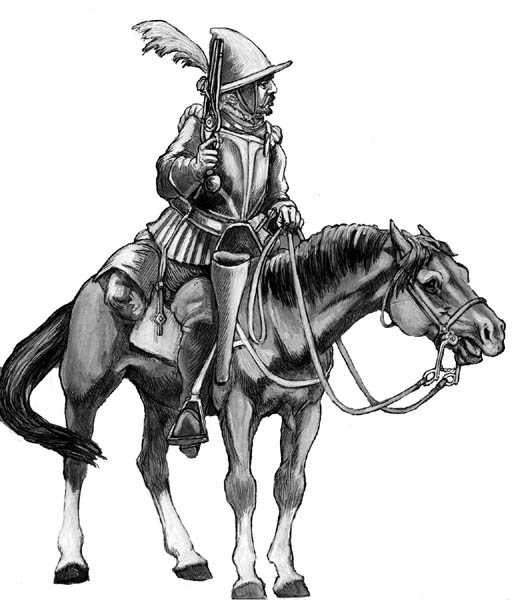
大約在1577年左右的日耳曼風格的黑騎兵
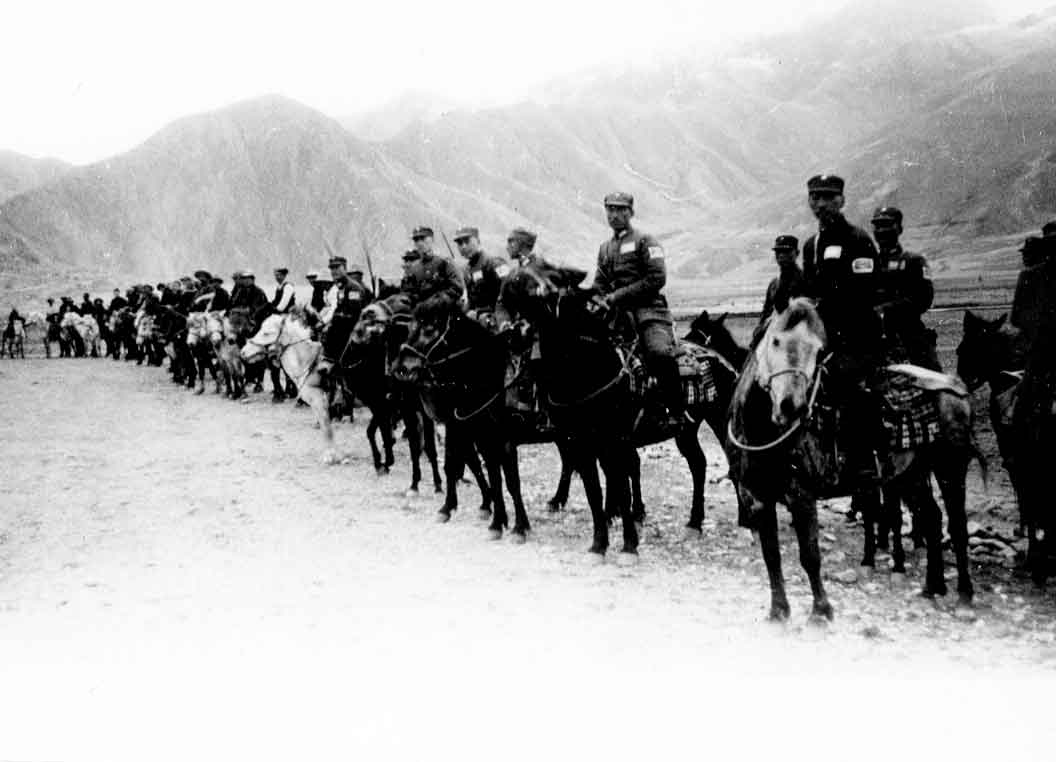
1937年時的中華民國國民革命軍騎兵部隊
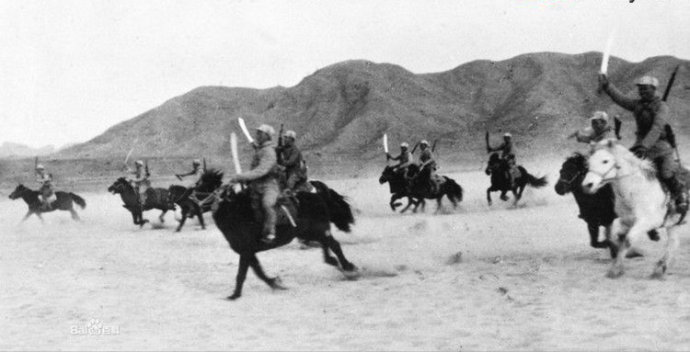
抗日戰爭時持大刀衝鋒的中國騎兵隊
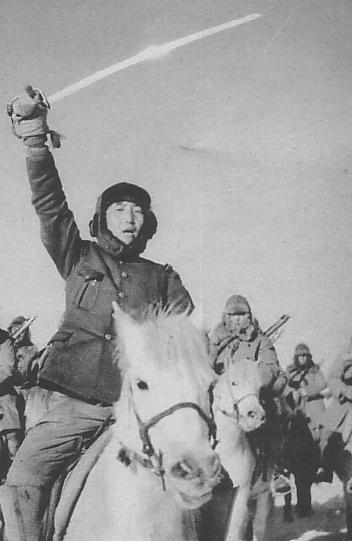
拿著馬刀的滿州國興安軍騎兵

## 兵種

### 中國
- 輕裝騎兵

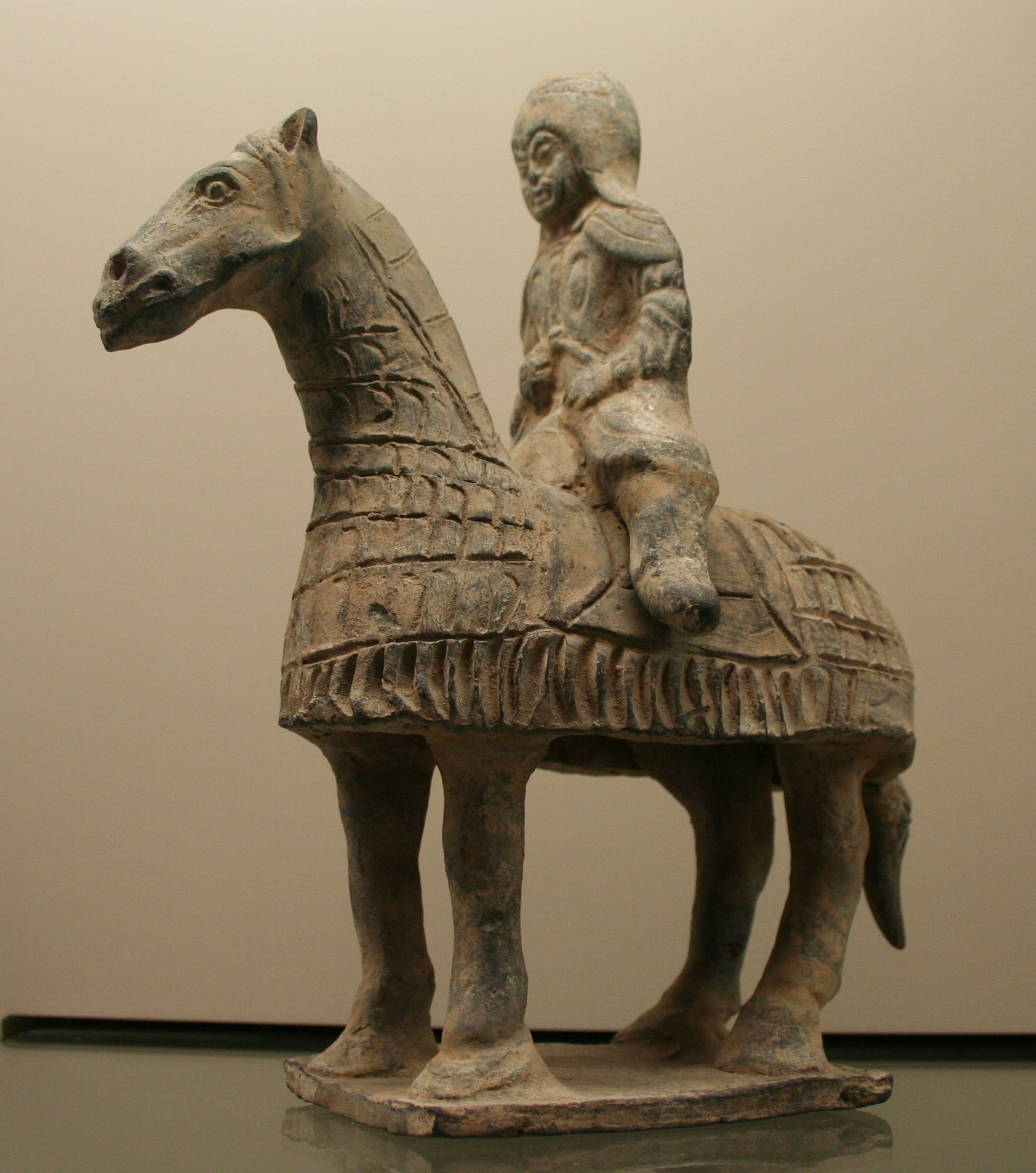
中國古代的重裝騎兵俑

- 重裝騎兵 - 在中國又稱為「甲騎具裝」，在東晉南北朝直至唐朝初年十分盛行。

### 日本

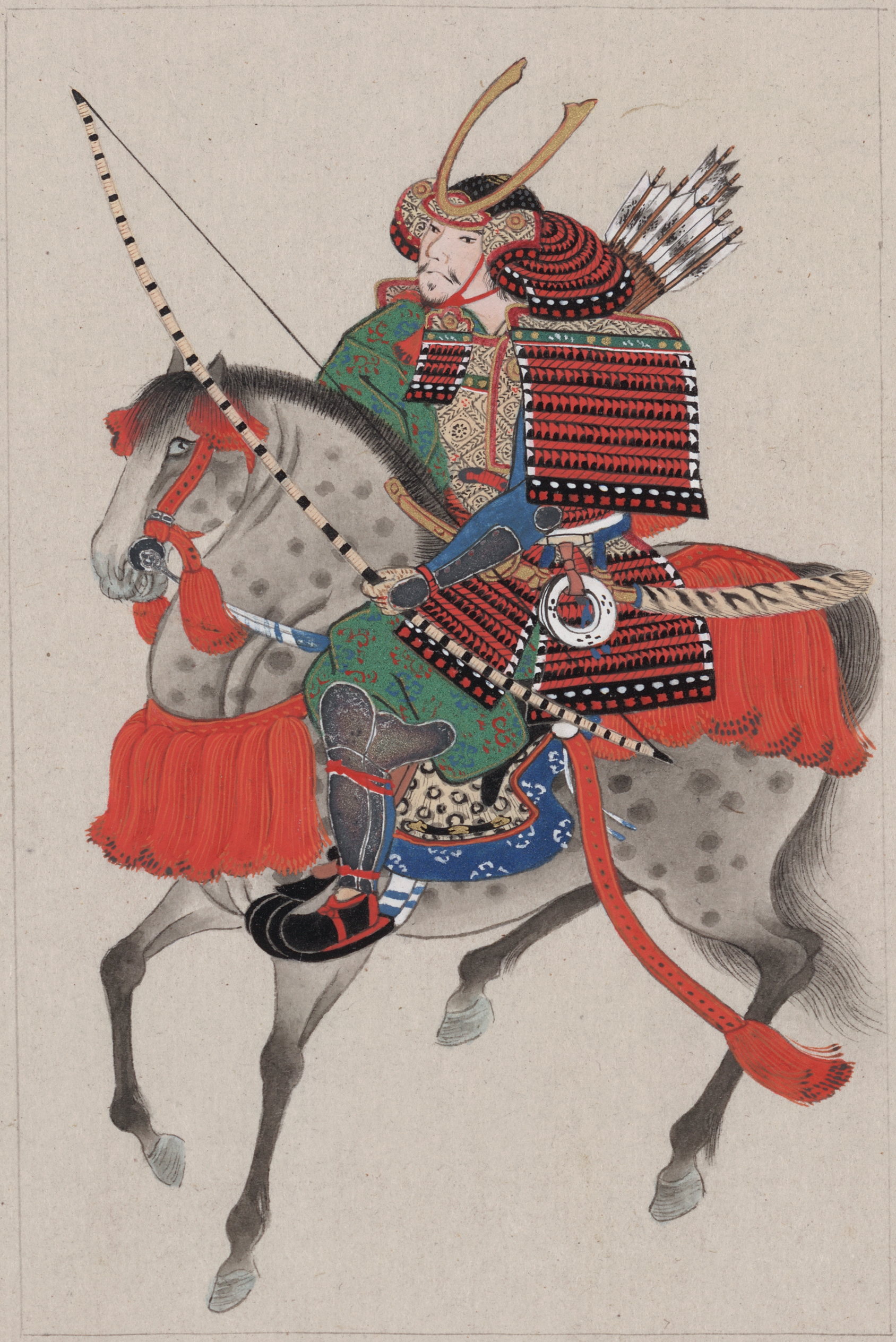
騎馬的日本武士

- 騎兵（きへい）
和種馬（肩高130〜140cm程度，與蒙古马差不多高度或根本同源）。常有人人认为日本没有骑兵，骑马武士只能下马作战，这是不合史实的，至少应仁之前骑兵还是主力兵种，之后在实战中渐渐被步兵取代但在关东还常常发挥作用，《海游录》就有“甲斐骑兵，萨摩剑士”的说法。又有人认为和弓射程极短杀伤力弱，这既不符合实际也不合史实记载，明朝的记载中对和弓的描述和清弓都是“长弓重矢”。 但总的来说，日本从室町时期开始骑兵普遍不用于正面作战，且没有证据能证明封建时代的日本有过大规模冲击骑兵作战。

### 歐洲
- 騎士（英：Knight，德：Reiter）
中古世紀的貴族。穿著全罩式鎧冑的時候需要兩名隨從協助；隨著火槍技術發達後漸遭淘汰。
- 輕騎兵（英：Hussar，德：Husaren）
不穿甲胄的騎兵，主要裝備軍刀（英:Saber）作衝鋒突擊。依軍階、國籍不同戴著圓筒高帽或是熊毛高帽。
- 哥薩克騎兵（英：Cossack）
原本是居住於立陶宛地區窮困的農奴，為擺脫當時的蒙古帝國（欽察汗國）統治逃往俄國南方草原；他們建立的騎兵團而後被沙皇所雇用。
- 烏蘭（英：Uhlan，德：Ulanen）
波蘭系騎兵，最初是由最後一個波蘭王（Stanisław August Poniatowski）所編制的近衛騎兵，在第二次瓜分波蘭後在德國，俄國，奧地利的邊境省份紛紛被再編制。他們頭戴四角高帽，身穿夾克，因所持兵器多半為長槍（Lance），所以也時常被統稱為槍騎兵（Lancer），矛頭掛有部隊旗幟；法國也有使用這種槍騎兵，拿破崙戰爭後被拿破崙編制為皇帝近衛軍，稱為朗席耶，頭戴菱形高帽。
- 龍騎兵（英：Dragoon，德：Dragoner）
以馬作為移動工具的火槍兵，在創立前期會下馬作戰，因其使用的火槍在開火時會產生大量硝煙，看似火龍吐火一樣而得其名。
- 槍騎兵（英：Lancer）
拿長矛的騎兵。
- 胸甲骑兵（英：Cuirassier）
許多國家皆有此種騎兵。這是拿破崙最喜愛的重裝騎兵單位，因此共組成數十個騎兵聯隊。胸甲騎兵類似中古騎士，但僅有胸甲保護。他們善於劈砍成排步兵與裝甲較弱的騎兵，贏得了「老大哥」的稱號。
- 黑騎兵（德文：Reiter）
黑騎兵除了隨身攜帶一柄長劍之外，主要的武器是兩把或兩把以上的手槍；防具則有頭盔及胸甲，通常也還有手臂和腳部的護具；有時候也配備火繩槍或卡賓槍，但後來，配備這兩種武器的騎兵又被獨立為另一個類別。總之，黑騎兵能用槍械和劍來作戰。

## 機械化騎兵

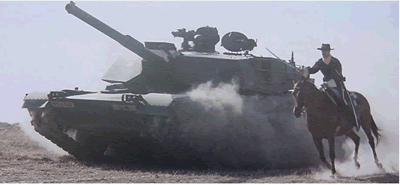
現代騎兵已由裝甲部隊取代功能

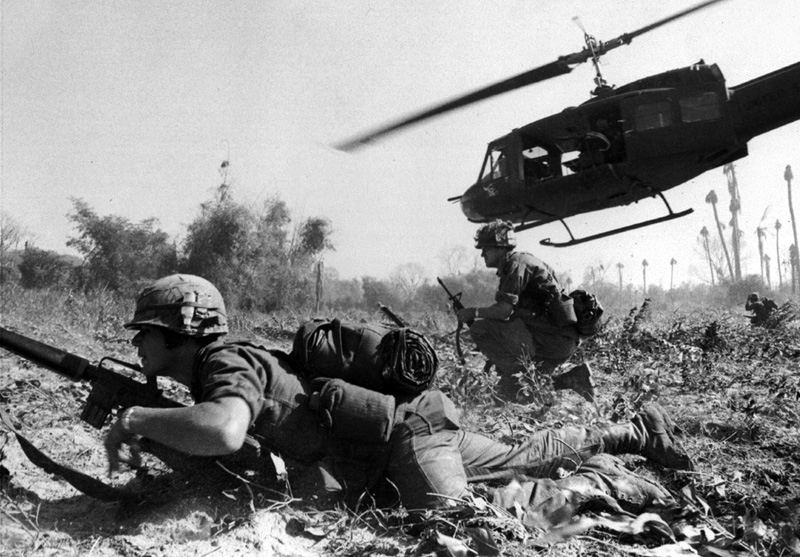
以直升機作為配署裝備的美國陸軍空中騎兵在越战中

在第二次世界大戰時德意志第三帝國之中有編制少量的摩托車騎兵。二战前期的德军拥有一个骑兵师即第1骑兵师，该师参加了1940年的黄色方案、红色方案，1941年夏天调往东线参与巴巴罗萨行动，1941年11月5日在戈梅利改编为第24装甲师，1943年初在斯大林格勒会战中被歼灭。武装党卫军亦有5个骑兵师，但都不是机械化骑兵。
在30年代末期40年代初期以及苏德战争的头一段时间苏联红军亦组建过骑兵机械化集群，即将骑兵部队和机械化坦克部队组合起来，用于大纵深作战。机械化骑兵集群中的骑兵是下马作战的，他们骑马是为了在运输车辆严重不足情况下伴随快速坦克集群实施突破。为此苏军在39年又重新组建过一些骑兵师。这些骑兵师中不少在40年苏军重建机械化军的过程中被撤销或改组，但不少也参与了苏德战争。到苏德战争后期这些骑兵部队基本被消耗殆尽。
在二战时美军组建了第1骑兵师和第2骑兵师，这两个师均按照装甲师的方式编制。二战结束后第2骑兵师撤销，第1骑兵师继续作为装甲师存在至今。在60年代第1骑兵师一度改编为空中骑兵单位第1骑兵师（空中机动），但在越战结束之后该师重新编制为装甲师。至今在美军中保存着大量的营级骑兵单位，但它们普遍是旅级战斗队下的负责侦察任务的营（每个旅1个这样的营），要么是徒步的要么是机械化的，和骑马已毫无关系。
現代戰爭中有結合運兵直升機和攻擊直升機的快速部署部隊，稱為「空中騎兵」。利用裝甲車載兵的單位則稱做「裝甲騎兵」。